# Diocèse de Fionie

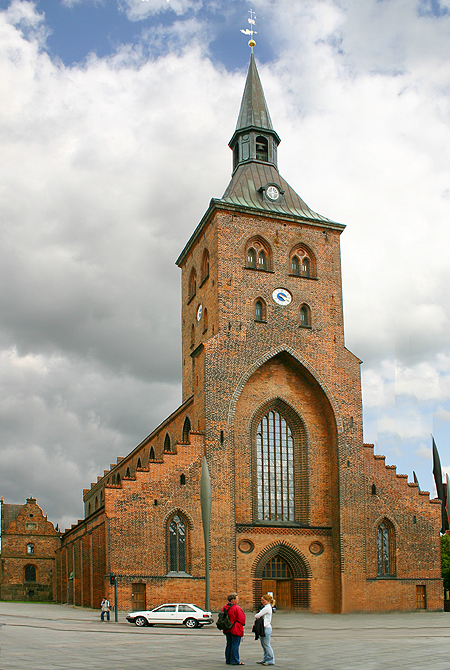

Le diocèse de Fionie est l'un des diocèses de l'Église luthérienne du Danemark. Son siège épiscopal se situe à la cathédrale d'Odense.
Son territoire couvre l'ensemble de la Fionie et des îles environnantes comme Langeland ou Ærø.